# Placca sudamericana

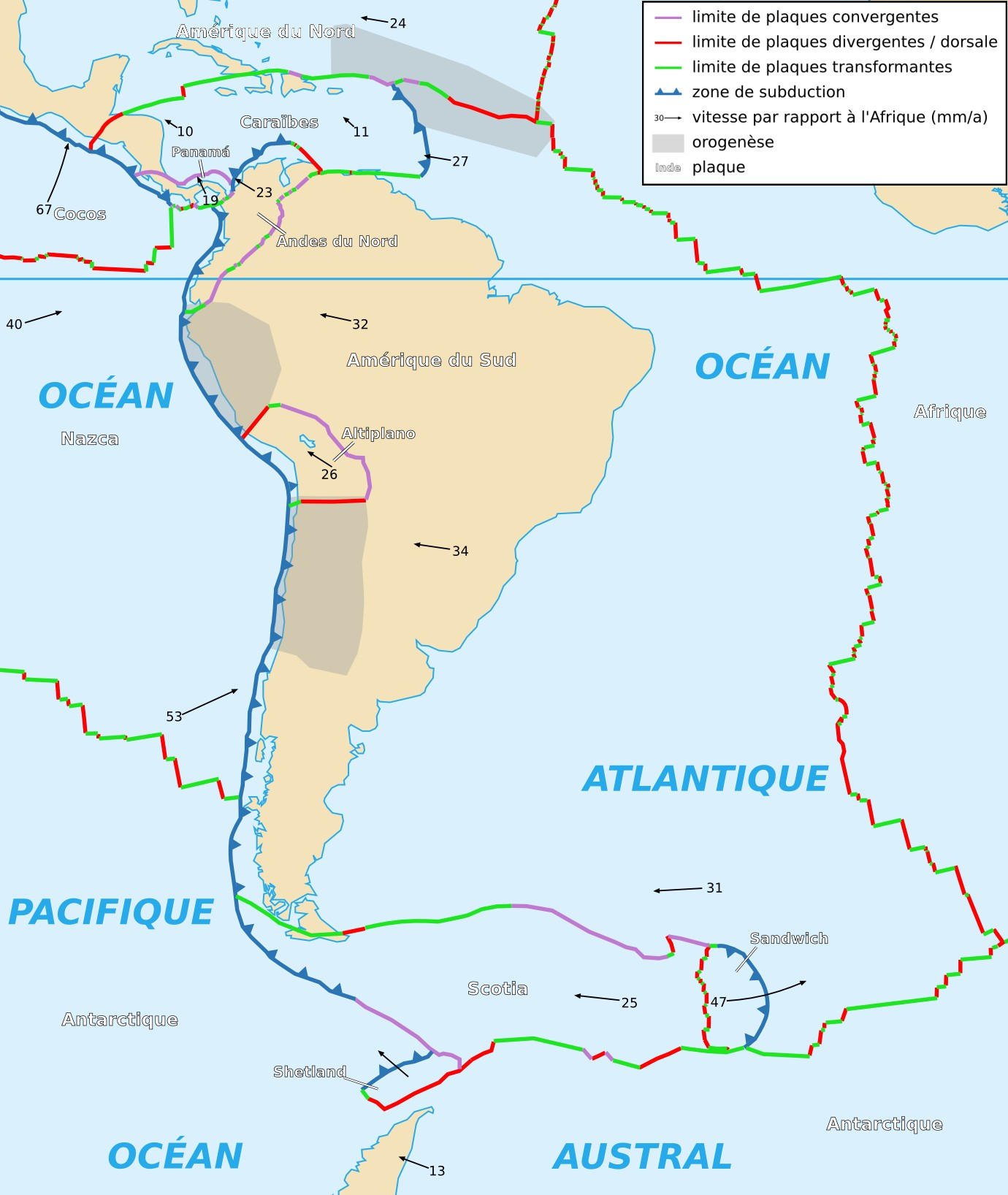
Carta della placca sudamericana

La placca sudamericana è una placca tettonica della litosfera del pianeta terra. La superficie è di 1,03045 sr. Ad essa vengono comunemente associate le placche delle Ande del nord e la placca atlantica. Essa copre gran parte dell'America del Sud e la parte sud occidentale dell'oceano Atlantico. La placca confina con quella delle Ande del nord, l'antartica, la placca africana, la placca nordamericana e la placca caraibica. A oriente forma con la placca africana la dorsale medio atlantica, mentre forma delle fosse con la placca delle Ande, nel Pacifico, la Fossa di Porto Rico nelle Antille e la Fossa delle Sandwich Australi nell'oceano atlantico.  Essa si sposta verso nord ovest a una velocità di 1.45 centimetri per anno.